# Esztergom E-31
Die Esztergom E-31 mit dem Beinamen Esztergom ist ein in den 1960er Jahren produziertes ungarisches Segelflugzeug, das als Übungseinsitzer für die Standard-Klasse Verwendung fand.

## Entwicklung
Die E-31 wurde in der ersten Hälfte der 1960er Jahre im Flugzeugwerk von Esztergom entwickelt. Für die Konstruktion wurden der Rumpf der R-27 Kópé sowie das Tragwerk der R-25 Mokány übernommen, beides Typen, die von Ernő Rubik entworfen wurden, weshalb das Muster auch gelegentlich als Rubik E-31 bezeichnet wird. In den Entwurf flossen einige Veränderungen ein, beispielsweise wurden die Tragflächen mit DFS-Sturzflugbremsen versehen. Der Erstflug erfolgte am 21. März 1966 und im gleichen Jahr wurde eine erste Nullserie von fünf als R-254 bezeichneten Flugzeugen gebaut und einigen ungarischen Aeroklubs zu Testzwecken übergeben. Sie erhielten gute Bewertungen, weshalb ab Ende 1966 die Serienproduktion in Esztergom aufgenommen wurde, die insgesamt 50 E-31 umfasste. Einige E-31 sind auch heute noch flugfähig oder werden in Ausstellungen gezeigt wie die HA-3417 im Verkehrsmuseum in Budapest.

## Aufbau
Die E-31 ist ein freitragender Schulterdecker mit einem Rumpf in Metall-Halbschalenbauweise, der im oberen Bereich mit Aluminium beplankt und im unteren mit Stoff bespannt ist. Die Kabinenabdeckung besteht aus einer geblasenen, nach rechts klappbaren Haube aus Plexiglas. Die einholmigen Tragflächen sind mit Spaltquerrudern und DFS-Sturzflugbremsen ausgerüstet und besitzen von der Vorderkante bis in Höhe des Holms Wellblechbeplankung und dahinter Stoffbespannung. Das Leitwerk ist in Normalbauweise ausgeführt, freitragend und vollständig aus Metall. Das Fahrwerk besteht aus einem starren Hauptrad im Schwerpunktbereich und einem Hecksporn.

## Technische Daten
| Kenngröße              | Daten                                                                                 |
| ---------------------- | ------------------------------------------------------------------------------------- |
| Besatzung              | 1                                                                                     |
| Spannweite             | 14,98 m                                                                               |
| Länge                  | 7,41 m                                                                                |
| Höhe                   | 1,67 m                                                                                |
| Flügelfläche           | 11,25 m²                                                                              |
| Flügelstreckung        | 20                                                                                    |
| Rüstmasse              | 200 kg                                                                                |
| Zuladung               | 120 kg                                                                                |
| Startmasse             | 320 kg                                                                                |
| Höchstgeschwindigkeit  | 250 km/h (höchstzulässig) 120 km/h (bei Flugzeugschlepp) 110 km/h (bei Windenschlepp) |
| Mindestgeschwindigkeit | 58 km/h                                                                               |
| Gleitzahl              | 26–28                                                                                 |